# Liste des monuments aux morts du 7e arrondissement de Paris

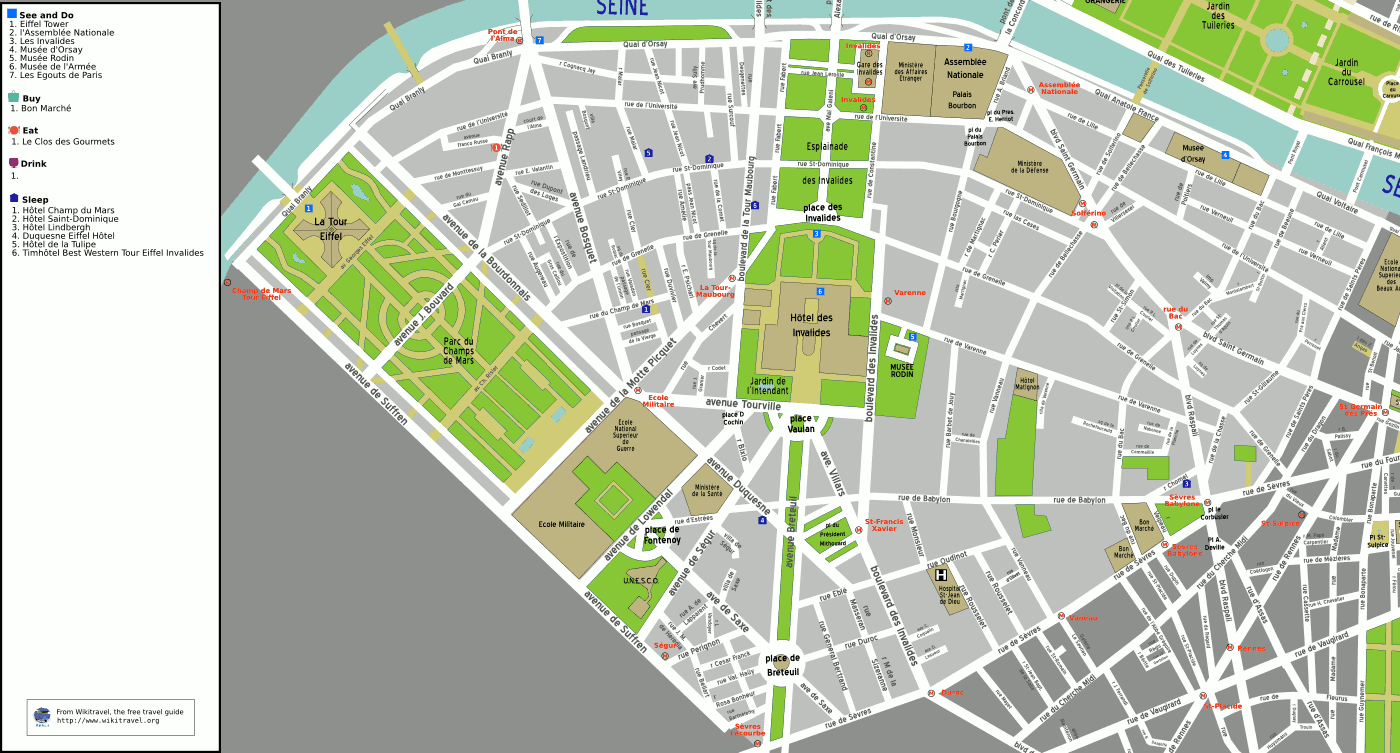
Plan du 7e arrondissement de Paris.

Cet article recense les monuments aux morts du 7e arrondissement de Paris, en France.

## Liste
- Mémorial national de la guerre d'Algérie et des combats du Maroc et de la Tunisie, Gérard Collin-Thiébaut (2002)
- Plaque commémorative pour les fonctionnaires et agents coloniaux mort pour la France lors de la premiere guerre. Ministère des Outre-mer, 27 rue Oudinot